# 國立臺北商業大學
國立臺北商業大學（簡稱臺北商大、北商大、北商、NTUB，舊稱臺北商技、臺北商專），是一所位於臺北市中正區及桃園市平鎮區的國立大學，亦是臺灣少數以商業類科系為主、唯一以「商業」命名的大專院校，前身為臺灣總督府創立於大正六年（1917年）的臺灣總督府立商業學校。

## 概要

### 校史

#### 日治時期
- 1917年 臺灣總督府創立「臺灣總督府立商業學校」。
- 1921年 由臺北州接辦，改稱「臺北州立商業學校」。
- 1922年 改稱「臺北州立臺北商業學校」，並增設夜間講習所。
- 1924年 參加日本夏季甲子園大會，並拿下臺灣區的第一勝，其中田子榮一擊出臺灣在甲子園聯賽的第一支全壘打，並創下夏季甲子園第一次連續兩場全壘打的紀錄。
- 1932年北商為男校。根據北商畢冊記載，當時修學旅行是去會社見學，酒工廠（今華山藝文特區）、菸草工場、台灣製紙（今士林紙業）、永樂町的正米市場（日语：正米市場）、日本時代台灣最大的台灣日日新報、台北郵便局[4]。
- 1936年 夜間講習所擴大為「臺北州立臺北第二商業學校」。[5][6]

#### 戰後時期
職業學校時期
- 1945年 國民政府接收上述兩校，定名為「臺灣省立臺北第一商業職業學校」、「臺灣省立臺北第二商業職業學校」，仍分日、夜間上課，並以每年12月24日為校慶日。
- 1946年 兩校合併為「臺灣省立臺北商業職業學校」（簡稱北商）。
- 1955年 設立新莊分校。
- 1957年 新莊分校遷至三重，改名為三重分校（今新北市立明志國民中學），1961年7月三重分校改隸臺北縣立新莊中學。
- 1967年 7月，臺北市升格為院轄市，改隸更名為「臺北市立高級商業職業學校」。[5][6]

專科學校時期
- 1968年 8月，改制為「臺北市立商業專科學校」，設置五專日間部銀行保險、會計統計、財政稅務科，同時奉令附設高級商業職業學校。[5]
- 1969年 增設五專日間部國際貿易、企業管理科。
- 1970年 增設五專日間部電子計算機科。
- 1972年 9月，受行政院國軍退除役官兵輔導委員會委託，將原設之高商會計人員訓練班，改為二專會計統計科。
- 1973年 8月，設置二專夜間部，設會計統計、企業管理科。
- 1976年 增設五專日間部商業文書科。
- 1977年 2月，增設空中專科補習學校，設置會計統計、國際貿易、企業管理、銀行保險科。
- 1981年 電子計算機科改名為電子資料處理科。
- 1982年 7月，改隸中央，更名為「國立臺北商業專科學校」。
- 1982年 12月，新設校史館。
- 1983年 9月，設置二專日間部，設企業管理科。
- 1984年 增設二專日、夜間部國際貿易科。
- 1991年 增設二專夜間部財政稅務科。
- 1994年 電子資料處理科改名為資訊管理科。
- 2000年 2月15日，於桃園縣平鎮市籌設分部。[6]

技術學院時期
- 2001年 8月1日，改制為「國立臺北商業技術學院」，設置二技日間部應用外語[7]、財政稅務、財務金融系[8]。
- 2002年 增設二技日間部國際商務[9]、企業管理、資訊管理系。
- 2003年 設置四技日間部財政稅務系、財務金融系、會計資訊系[10]。9月2日，獲行政院同意無償撥用桃園平鎮校區國有土地面積7.5959公頃由學校使用，並於10月23日取得地所有權狀。
- 2004年 成立商學研究所、四技日間部國際商務系。
- 2005年 成立財務金融研究所，並於94學年度起招收第一屆碩士研究生。
- 2006年 招收高階企業管理碩士在職專班（EMBA）第一屆碩士研究生。增設日間四技部資訊管理系。
- 2008年 增設國際商務系碩士班。
- 2009年 增設四技日間部企業管理系、二技夜間部會計資訊系。成立資訊科技與管理研究所，分設資訊科技組、資訊管理組。四維樓重建工程決標。
- 2011年 資訊科技與管理研究所改名為資訊與決策科學研究所，並取消分組。四維樓經全校師生投票改名為承曦樓。校本部大規模整建。位於桃園縣平鎮的第二校區，動土興建第一期工程。
- 2012年 成立財經學群、管理學群。9月，平鎮校區第一期工程興建完畢。
- 2013年 獲教育部同意，予以一年時間籌備以改名大學。[6]

科技大學時期
- 2014年 8月1日，更名為「國立臺北商業大學」。臺北校本部成立財經學院、管理學院。平鎮校區改名為桃園校區，並成立創新經營學院，並設置四技與二技商業設計管理系、商品創意經營系與數位多媒體設計系。商學研究所併入企業管理系為碩士班。[6]
- 2016年 增設財政稅務系碩士班。同年6月，與華夏科技大學和國立臺北科技大學合作，在新北市中和區工專路111號學校大門口對面的圓通寺廟產土地興建學生宿舍，可容納680床，預計2018年7月啟用。
- 2018年 桃園校區創新經營學院增設創意設計與經營研究所，將於107學年度起招生。
- 2020年 創新經營學院改名創新設計與經營學院。商品創意經營系改名創意科技與產品設計系。附設專科進修學校自109學年度起併入進修學制。
- 2021年 五專會計資訊科自110學年度改名會計與資料科學科。資訊管理系增設人工智慧與商業應用碩士班，將於110學年度起招生。
- 2023年 原隸管理學院之應用外語系，及原隸財經學院之貿易實務法律暨談判碩士學位學程、國際商務系，於校本部新組「國際行銷學院」。

臺北商大於71學年度起由地方（市立）改隸為中央，並改制為國立。這一變革是為了提高中央教育經費比例，減輕地方負擔，並符合中央辦理大專教育之原則。

## 歷任校長

### 日治時期
| 任    | 姓名     | 就任日期       | 校名                                   |
| ----- | -------- | -------------- | -------------------------------------- |
| 第1任 | 松村傳   | 1917年－1920年 | 臺灣總督府立商業學校                   |
| 第2任 | 平野象一 | 1920年－1926年 | 臺北州立商業學校、臺北州立臺北商業學校 |
| 第3任 | 小出梅吉 | 1926年－1941年 | 臺北州立臺北第二商業學校               |
| 第4任 | 有本邦造 | 1941年－1943年 |                                        |
| 第5任 | 新里榮造 | 1943年－1945年 |                                        |

### 戰後時期
| 任     | 姓名   | 起訖時間                     | 校名                                                                                 |
| ------ | ------ | ---------------------------- | ------------------------------------------------------------------------------------ |
| 第1任  | 鍾樂上 | 1945年－1949年               | 臺灣省立臺北第一商業職業學校、臺灣省立臺北第二商業職業學校、臺灣省立臺北商業職業學校 |
| 第2任  | 陳宗經 | 1949年－1951年               |                                                                                      |
| 第3任  | 吳仕漢 | 1951年－1977年               | 臺北市立高級商業職業學校、臺北市立商業專科學校                                       |
| 第4任  | 邱家溥 | 1977年－1980年               |                                                                                      |
| 第5任  | 楊承彬 | 1980年－1990年               | 國立臺北商業專科學校                                                                 |
| 第6任  | 邊裕淵 | 1990年－1993年               |                                                                                      |
| 第7任  | 楊極東 | 1993年－1999年               |                                                                                      |
| 第8任  | 林昇平 | 1999年－2002年               | 國立臺北商業技術學院                                                                 |
| 代理   | 莊福典 | 2002年－2003年               |                                                                                      |
| 第9任  | 許勝雄 | 2003年－2007年               |                                                                                      |
| 第10任 | 賴振昌 | 2007年7月－2014年1月28日     |                                                                                      |
| 代理   | 邱繼智 | 2014年2月1日－2014年4月15日  |                                                                                      |
| 第11任 | 張瑞雄 | 2014年4月16日－2022年4月15日 | 國立臺北商業大學                                                                     |
| 第12任 | 任立中 | 2022年4月16日－現任          |                                                                                      |

## 學術單位
臺北商大設有四個學院，及一個附設學校。

於109年8月1日前，附設學校另設有專科進修學校，招收就讀二專之學生，現已依專科學校法之規範轉型並併入為校本部之二專進修部。

### 校本部
| 學院         | 系所單位                                                                   |
| ------------ | -------------------------------------------------------------------------- |
| 財經學院     | - 財經學院博士班 - 會計資訊系 - 會計與資料科學科 - 財務金融系 - 財政稅務系 |
| 國際行銷學院 | - 貿易實務法律暨談判碩士學位學程 - 國際商務系 - 應用外語系                 |
| 管理學院     | - 資訊與決策科學研究所 - 企業管理系 - 資訊管理系                           |

### 桃園校區
桃園校區設有創新設計與經營學院。
| 學院               | 系所單位                                                                          |
| ------------------ | --------------------------------------------------------------------------------- |
| 創新設計與經營學院 | - 創意設計與經營研究所 - 商業設計管理系 - 創意科技與產品設計系 - 數位多媒體設計系 |

### 附設學校
附設單位設有空中進修學院，此校為臺灣首創之遠距教學學校，畢業時頒發學士學位證書或副學士學位證書。
| 部別   | 系科單位                                            |
| ------ | --------------------------------------------------- |
| 學院部 | - 應用商學系                                        |
| 專科部 | - 財務金融科 - 企業管理科 - 資訊管理科 - 應用外語科 |

## 研究單位
| 財經學院 | 金融科技研究中心 | 數位防制洗錢中心     |
| 財經學院 | XBRL 研究中心    | 全球新興市場研究中心 |

| 管理學院 | 智慧商業應用中心     | 流通管理研究中心   |
| 管理學院 | 商業智慧研究中心     | 外語研究暨實務中心 |
| 管理學院 | 數位應用產學合作中心 | 雲端運算研究中心   |

| 創新經營學院 | 數位設計研究中心 | 創新創業中心       |
| 創新經營學院 | 創新資源整合中心 | 多媒體技術研發中心 |

## 外部連結
- 國立臺北商業大學（页面存档备份，存于）
- 北區技專校院教學資源中心（页面存档备份，存于）
- 大專校院校務資訊公開平台（页面存档备份，存于）
- 國立臺北商業大學的Facebook專頁